# Асланова Марія Іларіонівна
Марія Іларіонівна Асланова (Матвієнко) (нар. 12 лютого 1920) — радянська працівниця сільського господарства, Герой Соціалістичної Праці.

## Біографія
Народилася 12 лютого 1920 року в селі Лофіцком (нині — Богучарського району Воронезької області) в сім'ї селянина.
У 1929 році пішла в школу і у 1936 році закінчила сім класів.
З 16 років пішла працювати в Шахтинський лісорозсадник, де пропрацювала до 1938 року. У 1938 році сім'я переїхала жити в радгосп «Реконструктор» Аксайського району Ростовської області. Тут Асланова спочатку працювала робочою. А в 1939 році, закінчивши в Москві курси майстрів-стахановців виноградарства, стала працювати ланковою на винограднику. З 1944 року працювала бригадиром виноградарської бригади.
З 1955 по 1962 роки не працювала за станом здоров'я. У 1962 році переїхала жити в Ростов-на-Дону, де з 1962 по 1975 рокипрацювала на заводі «Ростсільмаш» газорегулювальником.
У 1975 році вийшла на пенсію.

## Нагороди
- За одержання високого врожаю винограду в 1948 році — 96 ц/га на площі 10 гектарів, Указом Президії Верховної Ради СРСР від 5 жовтня 1949 року М.І. Матвієнко присвоєно звання Героя Соціалістичної Праці[2].
- У 1955 році за успіхи в соціалістичному змаганні нагороджена «Малою срібною медаллю» і медаллю «За доблесну працю у Великій вітчизняній війні 1941-1945 рр .».
- У 1974 році отримала знак «Переможець соціалістичного змагання».
- У 1995 році нагороджена медаллю «50 років Перемоги у Великій Вітчизняній війні 1941-1945 рр .. ».
- В 2005 році отримала медаль «60 років Перемоги у Великій Вітчизняній війні 1941-1945 рр .. ».
- Ветеран праці.